# Maumee
Maumee és una població dels Estats Units a l'estat d'Ohio. Segons el cens del 2000 tenia 15.237 habitants.

## Demografia
Segons el cens del 2000, Maumee tenia 15.237 habitants, 6.340 habitatges, i 4.209 famílies. La densitat de població era de 591,9 habitants per km².
Dels 6.340 habitatges en un 30,4% hi vivien nens de menys de 18 anys, en un 54,4% hi vivien parelles casades, en un 9,4% dones solteres, i en un 33,6% no eren unitats familiars. En el 29,4% dels habitatges hi vivien persones soles el 9,8% de les quals corresponia a persones de 65 anys o més que vivien soles. El nombre mitjà de persones vivint en cada habitatge era de 2,4 i el nombre mitjà de persones que vivien en cada família era de 3.
Per edats la població es repartia de la següent manera: un 24,5% tenia menys de 18 anys, un 7,7% entre 18 i 24, un 29,8% entre 25 i 44, un 25% de 45 a 60 i un 12,9% 65 anys o més.
L'edat mediana era de 38 anys. Per cada 100 dones de 18 o més anys hi havia 88,7 homes.
La renda mediana per habitatge era de 47.768 $ i la renda mediana per família de 60.776 $. Els homes tenien una renda mediana de 41.281 $ mentre que les dones 30.273 $. La renda per capita de la població era de 23.805 $. Aproximadament el 3% de les famílies i el 4,3% de la població estaven per davall del llindar de pobresa.

## Poblacions més properes
El següent diagrama mostra les poblacions més properes.